# Felip de Siània
Felip de Siània, membre de la casa reial de Siània (però no príncep regnant), fou marzban d'Armènia del 574 al 576.
El 575 va acabar la treva entre Pèrsia i l'Imperi Romà d'Orient i es va reprendre la guerra. El mateix rei persa va assumir la direcció de les operacions a Armènia i va travessar el país per Artaz, Bagrevand, Basean i Karin (Erzurum) des d'on va arribar fins a la Capadòcia, on va incendiar Sebaste (Sivas). Allí va marxar un exèrcit romà d'Orient i el rei es va retirar cap a Melitene. Vardanes III Mamiconi, cap dels rebels armenis es va unir a l'exèrcit romà d'Orient. A la plana de Melitene es va lliurar una batalla de dos dies, on els perses foren derrotats i el rei Còsroes va haver de fugir. Còsroes va aconseguir passar per l'Arzanene cap a Pèrsia. A la batalla va morir el Mobadh dels Mobadhs (mag dels mags, màxima figura religiosa del mazdeisme).
El 576 Armènia fou evacuada i vers el 577 fou nomenat nou marzban Tahm-Khusro.